# Wojak (piwo)
Wojak – marka piwa typu jasny lager, należąca do Kompanii Piwowarskiej, produkowana przez Tyskie Browary Książęce.

## Historia
Marka Wojak została wprowadzona na rynek przez Browar Kielce w 2002 roku. Piwo było dostępne na terenie całej Polski i sprzedawane w odmianach Pilsner i Mocne. Szatę graficzną marki opracowała firma Lothar Bohm. W tym samym roku podczas konkursu World Beer Cup marka Wojak zdobyła dwa brązowe medale, za warianty 8,9 i 14,1 Plato.
Po przejęciu browaru przez Kompanię Piwowarską w 2007 roku, spółka postanowiła o kontynuowaniu produkcji piwa Wojak. Kompania Piwowarska zmniejszyła jednak ilość alkoholu do 5%.
W 2013 roku marka Wojak zajmowała dziesiąte miejsce pod względem sprzedaży w Polsce.

## Marketing
W roku 2009 Wojak został sponsorem gali boksu Wojak Boxing Night. W 2013 roku ambasadorem marki został Krzysztof Włodarczyk.